# Laure Cinti-Damoreau
Laure Cinti-Damoreau, née à Paris le 6 février 1801 et morte à Paris (22, rue Laval, 9e arrondissement) le 25 février 1863, est une soprano et compositrice française.

## Biographie

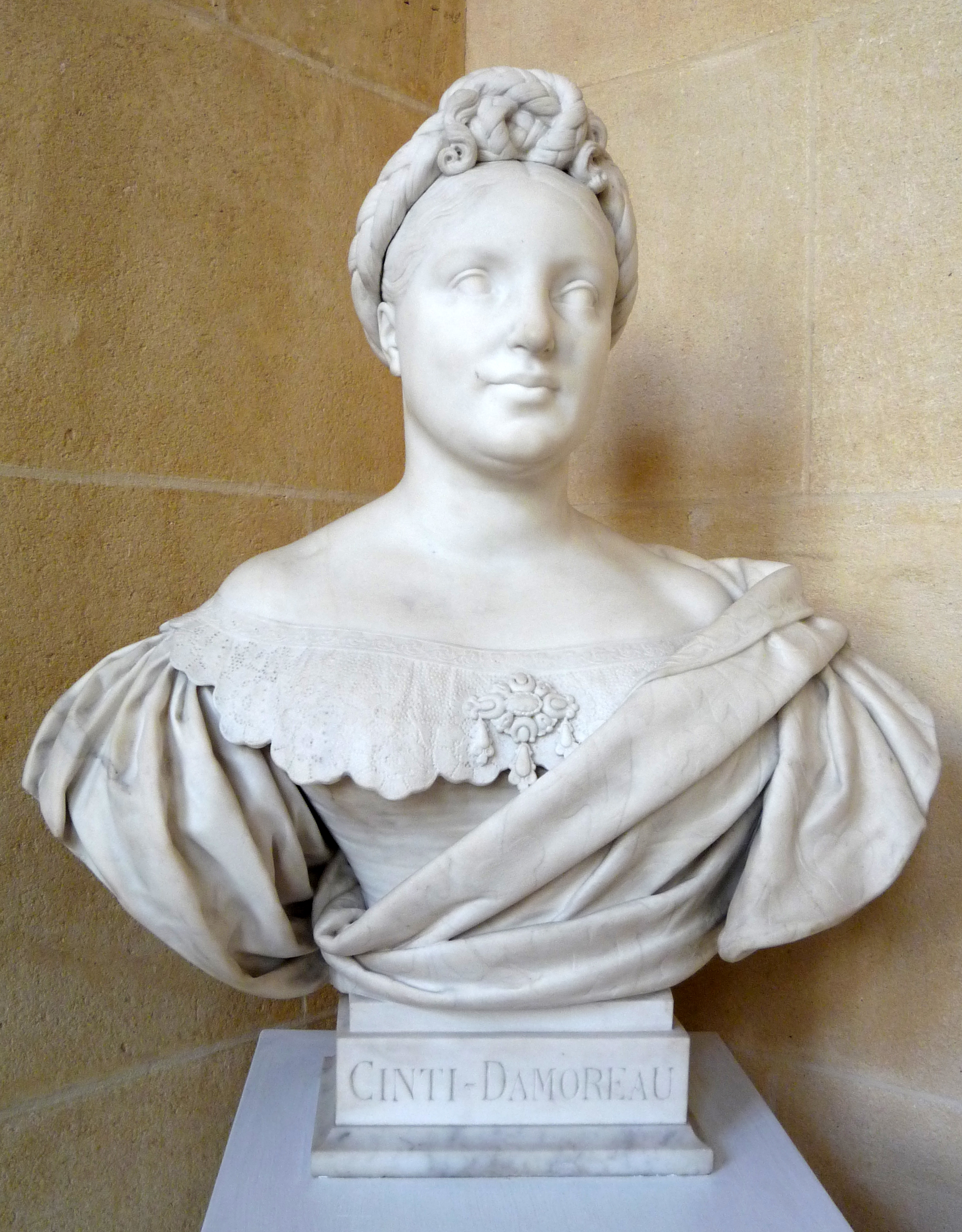
Laure Cinti-Damoreau par Louis Desprez (1799-1870) Musée de l'Opéra, Paris

Laure Cinthie Montalant est née le 6 février 1801 rue du Petit-Pont-Notre-Dame dans la Cité, fille de François-Parfait Montalant, professeur de langues, et de Marie-Victoire Bougy, graveuse au burin. Elle avait une sœur aînée Pensée-Euphémie Montalant, artiste peintre, élève de Redouté avec qui elle était très liée. 
Elle étudie le piano et le chant (à partir de 1814) au Conservatoire de Paris avant de débuter au Théâtre-Italien le 8 janvier 1816 dans Una cosa rara de Martín y Soler. Elle bénéficie des leçons du ténor Bordogni et de la soprano Adelina Catalini.
Elle passe au théâtre Louvois en 1820, se produit au King's Theatre de Londres et rejoint l'Opéra de Paris en 1825, où elle restera dix ans. Elle italianise son nom en Laure "Cinti". Elle y crée notamment les premiers rôles dans Guillaume Tell de Rossini et dans Robert le Diable de Meyerbeer. Elle triomphe dans Le Barbier de Séville et dans Tancredi et participe à la création du Viaggio a Reims en 1825, du Siège de Corinthe (1826), de Moïse et Pharaon (1827), du Comte Ory (1828) et de Guillaume Tell (1829) faisant d'elle une des plus importantes chanteuses lyriques de la première moitié du XIXe siècle.
Elle épouse Charles-Vincent Damoreau, chanteur d’Opéra (ténor) qui vivait à Bruxelles, le 13 novembre 1827 à Bruxelles. Ce mariage ne fut pas heureux, ils vivaient séparés, à la fin de leurs vies, Laure-Cinthie vivait à Chantilly et Charles Damoreau à Écouen (où il meurt lui aussi en 1863). 
Elle a une fille Fanny-Marie-Cinti (1834-1906), qui épouse le 31 janvier 1856 Jean-Baptiste Weckerlin, compositeur.
Du fait d'une brouille avec l'administration de l'Opéra-Comique, où elle chante, de 1836 à 1841, les rôles féminins principaux des opéras d'Esprit Auber. Le 23 janvier 1836. Elle crée le rôle de Lucrezia dans Actéon, d'Auber. En 1844, elle organise une tournée jusqu'au Mexique et à Cuba.
Elle a enseigné pendant 12 ans au Conservatoire à partir de 1833 et laissé une Méthode de chant (1849).
Laure Cinthie Montalant avait un journal, un agenda, qu'elle a tenu à jour toute sa vie. A l'aide de cet agenda le critique théâtral et musical Pier-Angelo Fiorentino, écrit une biographie de Laure Cinthie Montalant qui parait en 6 parties, dans Le Ménestrel des 25 octobre 1863 au 29 novembre 1863.
Les obsèques de Mme Cinti-Damoreau sont relatées dans le Ménestrel du 8 mars 1863. La nécrologie de Charles Damoreau dans le Ménestrel du 18 octobre 1863. Elle est inhumée au cimetière Montmartre, dans la 26e division, avenue Berlioz.

## Source
- « Cinti-Damoreau [née Montalant], Laure », art. de Philip E.J. Robinson, in Grove Music Online, 2001.
- « Cinti-Damoreau, Laure », art. de Susan Blyth-Schofield in Die Musik in Geschichte und Gegenwart, (MGG2), 2000.

Cet article comprend des extraits du Dictionnaire Bouillet. Il est possible de supprimer cette indication, si le texte reflète le savoir actuel sur ce thème, si les sources sont citées, s'il satisfait aux exigences linguistiques actuelles et s'il ne contient pas de propos qui vont à l'encontre des règles de neutralité de Wikipédia.